# Eliza McCartney
Eliza McCartney, född 11 december 1996, är en nyzeeländsk friidrottare.
McCartney blev olympisk bronsmedaljör i stavhopp vid sommarspelen 2016 i Rio de Janeiro.